# يوحنا راسيل
يوحنا راسيل (بالإنجليزية: John Russell)‏ (18 مايو 1985 بغالواي في جمهورية أيرلندا - ) هو لاعب كرة قدم أيرلندي في مركز الوسط. شارك مع منتخب جمهورية أيرلندا تحت 19 سنة لكرة القدم. أما مع النوادي، فقد لعب مع باتريك أتلتيك ونادي سليغو روفرز ونادي غالواي ‏ ودوري أيرلندا الحادي عشر ‏ وغالواي يونايتد ‏.

## وصلات خارجية
- يوحنا راسيل على موقع قاعدة بيانات كرة القدم.إي يو (الإنجليزية)
- يوحنا راسيل على موقع Soccerway.com (الإنجليزية)